# Время взывает к тебе
«Время взывает к тебе» (кор. 너의 시간 속으로, Neoui sigan sog-euro) — южнокорейский телесериал с Ан Хёсопом, Чон Ёбин и Кан Хуном в главных ролях. Основан на тайваньском телесериале «Однажды или в один прекрасный день».

## Сюжет
В 2023 году Джунхи продолжает скучать по своему парню Ёнджуну, который умер год назад. Однажды она каким-то образом попадает в 1998 год и просыпается в теле 18-летней Минджу. Там она встречает Сихона, который имеет невероятное сходство с ее погибшим парнем.

## В ролях

### Ведущие роли
- Ан Хёсоп[англ.] - Ку Ёнджун/Нам Сихон (кор. 구연준/남시헌)[3]

Парень Джунхи и похожий на него парень из 1998 года.
- Чон Ёбин - Хан Джунхи/Квон Минджу (кор. 권민주/한준희)[4]

Девушка Ёнджуна, которая все еще оплакивает его смерть, и девушка, в чьем теле она оказывается после путешествия в прошлое.
- Канхун[англ.] - Чжон Ингю (кор. 정인규)[5]

Лучший друг Сихона, который влюблен в Минджу.

## Производство

### Разработка
22 февраля 2021 года развлекательное агентство NPIO Entertainment и Lian Contents объявили, что тайваньская компания Fox Networks Group Asia Pacific подписала контракт на права на южнокорейский ремейк популярной тайваньской драмы «Однажды или в один прекрасный день».

### Кастинг
В декабре 2021 года стало известно, что Чон Ёбин и Ан Хёсоп получили предложение сыграть главные роли и что они всё ещё рассматривают это предложение. В феврале 2022 года сообщалось, что Канхун рассматривает предложение сняться в сериале. 31 марта 2022 года Netflix подтвердил производство сериала, а также кастинг актеров.

### Съемки
Съёмки начались в апреле 2022 года.